# IC 2386
IC 2396 ist ein Stern im Sternbild Krebs auf der Ekliptik, den der Astronom Guillaume Bigourdan am 13. März 1899 fälschlich als IC-Objekt beschrieb.